# Gene Walker
Eugene „Gene“ Walker (* 14. Februar 1938 in Columbus (Ohio); † 21. Juli 2014 ebenda) war ein US-amerikanischer Rhythm-&-Blues- und Jazz-Saxophonist.

## Leben und Wirken
Walker studierte an der Ohio State University und tourte u. a. mit Sam Cooke, Jackie Wilson, Aretha Franklin, The Isley Brothers, Neil Diamond, Wilson Pickett und The Beatles. In seiner Heimatregion trat er mit seiner Band Gene Walkers Generations auf. Walker wurde 1988 in die Columbus Musicians Hall of Fame aufgenommen. 2000 nahm er das Album Last Night in Manhattan auf, mit Etta Jones als Gastvokalistin. 2005 folgte das Album Friends, an dem u. a. auch Gloria Coleman mitwirkte. Im Bereich des Jazz war er zwischen 1956 und 2007 an 14 Aufnahmesessions beteiligt, u. a. mit Stomp Gordon, Byrdie Green, Johnny Hammond Smith, Freddy McCoy, Hank Marr, Lloyd Price und Chris Columbo. Von 1989 bis 2001 unterrichtete er an der Ohio State University in Columbus Saxophon und Ensemblespiel, ferner auf den Sommerkursen von Jamey Aebersold.

## Diskographische Hinweise
- Stomp Gordon: The Chronological Stomp Gordon: 1952–1956 (Classics Records, ed. 2007)
- Byrdie Green: The Golden Thrush Strikes at Midnight (Prestige Records, 1966)
- Freddie McCoy: Listen Here (Prestige, 1968)